# Giải thưởng Điện ảnh Ba Lan
Giải thưởng Điện ảnh Ba Lan (tên gọi khác: Giải thưởng Đại bàng - tiếng Ba Lan: Polskie Nagrody Filmowe - Orły) là giải thưởng điện ảnh thường niên của Ba Lan. Ở Ba Lan, giải thưởng này được xem trọng như Giải Oscar của Hoa Kỳ.

## Trao giải
Giải thưởng Điện ảnh Ba Lan được trao tặng lần đầu tiên vào năm 1999 do Phòng sản xuất nghe nhìn quốc gia (Krajowa Izba Producentów Audiowizualnych - KIPA) khởi xướng. Kể từ năm 2003, giải thưởng này được trao cho các nghệ sĩ thông qua sự bầu chọn của Viện Hàn lâm Điện ảnh Ba Lan (Polska Akademia Filmowa - PAF). Giải thưởng được trao vào đầu tháng Ba hàng năm để vinh danh những tác phẩm và cá nhân xuất sắc nhất trong lĩnh vực điện ảnh của Ba Lan.

## Hạng mục

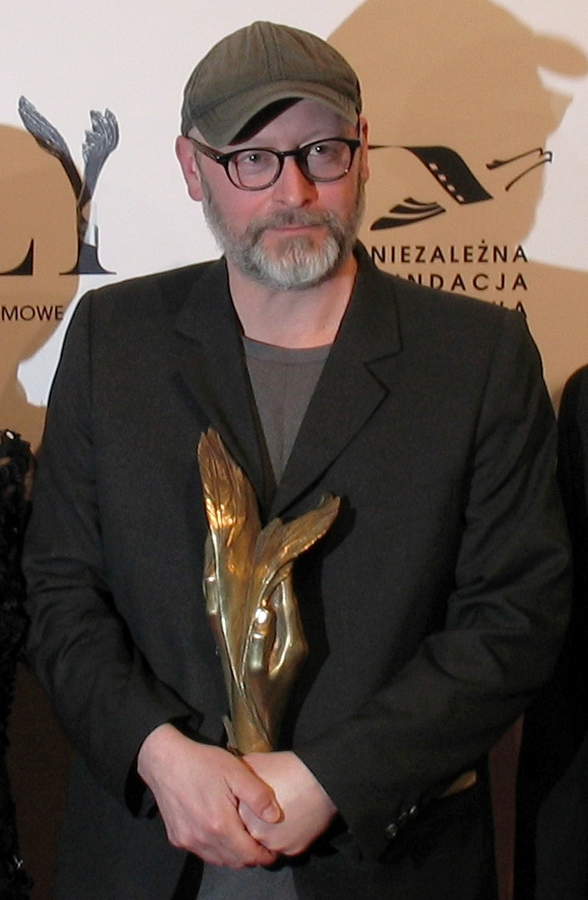
Đạo diễn Wojciech Smarzowski nhận Giải thưởng khán giả (2012).

| Hạng mục                          | Trao tặng kể từ năm | Ghi chú              |
| --------------------------------- | ------------------- | -------------------- |
| Phim hay nhất                     | 1999                | Hạng mục chính       |
| Đạo diễn xuất sắc nhất            | 1999                | Hạng mục chính       |
| Kịch bản hay nhất                 | 1999                | Hạng mục chính       |
| Nữ diễn viên chính xuất sắc nhất  | 1999                | Hạng mục chính       |
| Nam diễn viên chính xuất sắc nhất | 1999                | Hạng mục chính       |
| Nữ diễn viên phụ xuất sắc nhất    | 2000                | Hạng mục chính       |
| Nam diễn viên phụ xuất sắc nhất   | 2000                | Hạng mục chính       |
| Phim tài liệu hay nhất            | 2008                | Hạng mục chính       |
| Nhạc phim hay nhất                | 1999                | Hạng mục chính       |
| Kịch bản xuất sắc nhất            | 1999                | Hạng mục chính       |
| Quay phim xuất sắc nhất           | 1999                | Hạng mục chính       |
| Thiết kế trang phục xuất sắc nhất | 2001                | Hạng mục chính       |
| Âm thanh tốt nhất                 | 1999                | Hạng mục chính       |
| Biên tập xuất sắc nhất            | 1999                | Hạng mục chính       |
| Thiết kế sản xuất tốt nhất        | 1999                | Hạng mục chính       |
| Phim Châu Âu hay nhất             | 2005                | Hạng mục chính       |
| Nhà sản xuất phim xuất sắc nhất   | 1999–2001           | Hạng mục chính       |
| Khám phá của năm                  | 2008                | Hạng mục chính       |
| Phim truyền hình hay nhất         | 2015                | Hạng mục chính       |
| Giải thưởng khán giả              | 2002                | Giải thưởng đặc biệt |
| Giải thưởng đặc biệt              | 2001-2003           | Giải thưởng đặc biệt |
| Giải thưởng thành tựu cuộc đời    | 1999                | Giải thưởng đặc biệt |